# Oliarus waialeale
Oliarus waialeale är en insektsart som beskrevs av Giffard 1925. Oliarus waialeale ingår i släktet Oliarus och familjen kilstritar. Inga underarter finns listade i Catalogue of Life.